# Karl Julius Perleb
Karl Julius Perleb, o Carl Julius Perleb ( 20 de mayo de 1794 en Konstanz - 11 de junio de 1845 en Friburgo de Brisgovia) fue un botánico e investigador alemán.

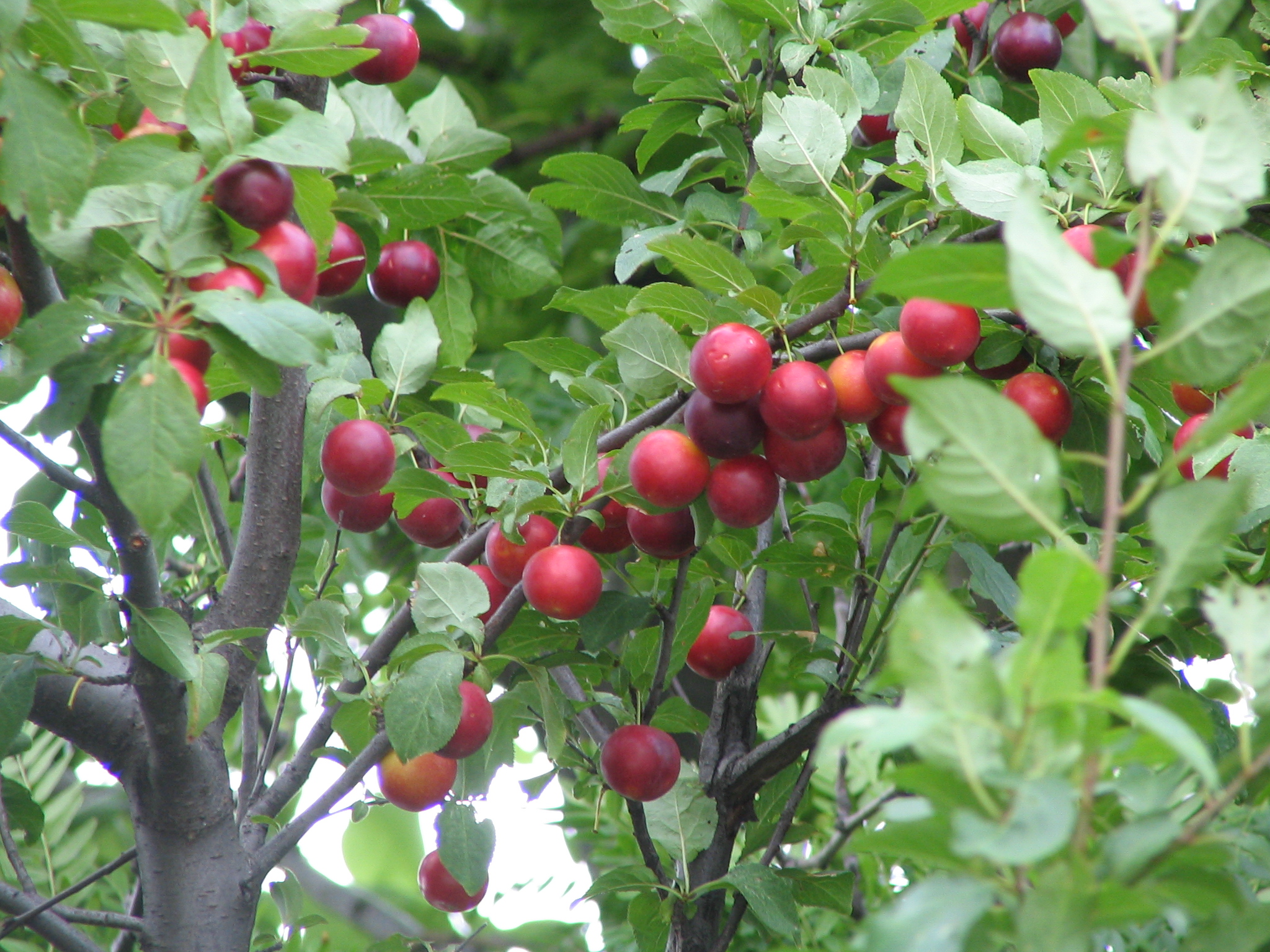
autor de la familia Prunaceae.

## Vida y obra
Perleb estudió entre 1809 y 1811 en la Universidad de Friburgo y alcanzó el título de doctor en filosofía y en 1815 de Medicina. Luego realiza una estadía en Viena. En 1818 logra su "habilitación".
Hacia 1821 es Profesor extraordinario de Historia Natural, en 1823 Profesor titular, en 1826 fue director de Jardín botánico en Friburgo de Brisgovia y en 1838 Prorrector de la Universidad.
Autor de innumerables obras científicas y un amigo del historiador Heinrich Schreiber (1793–1872).

## Honores

### Eponimia
Géneros
- (Apiaceae) Perlebia DC.[1]

- (Fabaceae) Perlebia Mart.[2]
- La abreviatura «Perleb» se emplea para indicar a Karl Julius Perleb como autoridad en la descripción y clasificación científica de los vegetales.[3]

## Fuente
Traducciones de los Arts. de Wikipedia en alemán, francés e inglés